# Paraphiloscia maculata
Paraphiloscia maculata är en kräftdjursart som först beskrevs av Gustav Budde-Lund 1885.  Paraphiloscia maculata ingår i släktet Paraphiloscia och familjen Philosciidae. Inga underarter finns listade i Catalogue of Life.